# ウィンブルドン選手権男子シングルス優勝者一覧
ウィンブルドン選手権男子シングルス優勝者一覧（ウィンブルドンせんしゅけんだんしシングルスゆうしょうしゃいちらん）は、ウィンブルドン選手権男子シングルスにおける優勝者の一覧である。
最多優勝はロジャー・フェデラーの8回。

## 優勝者

### アマチュア時代
| 年          | 優勝者                          | 準優勝者                           | 試合結果（スコア）          | 備考                                       |
| ----------- | ------------------------------- | ---------------------------------- | --------------------------- | ------------------------------------------ |
| 1877年      | スペンサー・ゴア（1）           | ウィリアム・マーシャル             | 6-1, 6-2, 6-4               |                                            |
| 1878年      | フランク・ハドー（1）           | スペンサー・ゴア                   | 7-5, 6-1, 9-7               |                                            |
| 1879年      | ジョン・ハートリー（1）         | ビアー・セント・レジャー・グールド | 6-2, 6-4, 6-2               |                                            |
| 1880年      | ジョン・ハートリー（2）         | ハーバート・ローフォード           | 6-3, 6-2, 2-6, 6-3          |                                            |
| 1881年      | ウィリアム・レンショー（1）     | ジョン・ハートリー                 | 6-0, 6-1, 6-1               |                                            |
| 1882年      | ウィリアム・レンショー（2）     | アーネスト・レンショー             | 6-1, 2-6, 4-6, 6-2, 6-2     |                                            |
| 1883年      | ウィリアム・レンショー（3）     | アーネスト・レンショー             | 2-6, 6-3, 6-3, 4-6, 6-3     |                                            |
| 1884年      | ウィリアム・レンショー（4）     | ハーバート・ローフォード           | 6-0, 6-4, 9-7               |                                            |
| 1885年      | ウィリアム・レンショー（5）     | ハーバート・ローフォード           | 7-5, 6-2, 4-6, 7-5          |                                            |
| 1886年      | ウィリアム・レンショー（6）     | ハーバート・ローフォード           | 6-0, 5-7, 6-3, 6-4          | 6連覇（大会1位）                           |
| 1887年      | ハーバート・ローフォード（1）   | アーネスト・レンショー             | 1-6, 6-3, 3-6, 6-4, 6-4     |                                            |
| 1888年      | アーネスト・レンショー（1）     | ハーバート・ローフォード           | 6-3, 7-5, 6-0               |                                            |
| 1889年      | ウィリアム・レンショー（7）     | アーネスト・レンショー             | 6-4, 6-1, 3-6, 6-0          | 7回目の優勝（大会2位タイ）                 |
| 1890年      | ウィロビー・ハミルトン（1）     | ウィリアム・レンショー             | 6-8, 6-2, 3-6, 6-1, 6-1     |                                            |
| 1891年      | ウィルフレッド・バデリー（1）   | ジョシュア・ピム                   | 6-4, 1-6, 7-5, 6-0          |                                            |
| 1892年      | ウィルフレッド・バデリー（2）   | ジョシュア・ピム                   | 4-6, 6-3, 6-3, 6-2          |                                            |
| 1893年      | ジョシュア・ピム（1）           | ウィルフレッド・バデリー           | 3-6, 6-1, 6-3, 6-2          |                                            |
| 1894年      | ジョシュア・ピム（2）           | ウィルフレッド・バデリー           | 10-8, 6-2, 8-6              |                                            |
| 1895年      | ウィルフレッド・バデリー（3）   | ウィルバーフォース・イーブズ       | 4-6, 2-6, 8-6, 6-2, 6-3     |                                            |
| 1896年      | ハロルド・マホニー（1）         | ウィルフレッド・バデリー           | 6-2, 6-8, 5-7, 8-6, 6-3     |                                            |
| 1897年      | レジナルド・ドハティー（1）     | ハロルド・マホニー                 | 6-4, 6-4, 6-3               |                                            |
| 1898年      | レジナルド・ドハティー（2）     | ローレンス・ドハティー             | 6-3, 6-3, 2-6, 5-7, 6-1     |                                            |
| 1899年      | レジナルド・ドハティー（3）     | アーサー・ゴア                     | 1-6, 4-6, 6-3, 6-3, 6-3     |                                            |
| 1900年      | レジナルド・ドハティー（4）     | シドニー・スミス                   | 6-8, 6-3, 6-1, 6-2          |                                            |
| 1901年      | アーサー・ゴア（1）             | レジナルド・ドハティー             | 4-6, 7-5, 6-4, 6-4          |                                            |
| 1902年      | ローレンス・ドハティー（1）     | アーサー・ゴア                     | 6-4, 6-3, 3-6, 6-0          |                                            |
| 1903年      | ローレンス・ドハティー（2）     | フランク・ライスリー               | 7-5, 6-3, 6-0               |                                            |
| 1904年      | ローレンス・ドハティー（3）     | フランク・ライスリー               | 6-1, 7-5, 8-6               |                                            |
| 1905年      | ローレンス・ドハティー（4）     | ノーマン・ブルックス               | 8-6, 6-2, 6-4               |                                            |
| 1906年      | ローレンス・ドハティー（5）     | フランク・ライスリー               | 6-4, 4-6, 6-2, 6-3          | 21年ぶりの5連覇（史上2人目 大会2位タイ）   |
| 1907年      | ノーマン・ブルックス（1）       | アーサー・ゴア                     | 6-4, 6-2, 6-2               |                                            |
| 1908年      | アーサー・ゴア（2）             | ハーバート・ローパー・バレット     | 6-3, 6-2, 4-6, 3-6, 6-4     |                                            |
| 1909年      | アーサー・ゴア（3）             | ジョシア・リッチー                 | 6-8, 1-6, 6-2, 6-2, 6-2     |                                            |
| 1910年      | アンソニー・ワイルディング（1） | アーサー・ゴア                     | 6-4, 7-5, 4-6, 6-2          |                                            |
| 1911年      | アンソニー・ワイルディング（2） | ハーバート・ローパー・バレット     | 6-4, 4-6, 2-6, 6-2 （棄権） |                                            |
| 1912年      | アンソニー・ワイルディング（3） | アーサー・ゴア                     | 6-4, 6-4, 4-6, 6-4          |                                            |
| 1913年      | アンソニー・ワイルディング（4） | モーリス・マクローリン             | 8-6, 6-3, 10-8              |                                            |
| 1914年      | ノーマン・ブルックス（2）       | アンソニー・ワイルディング         | 6-4, 6-4, 7-5               |                                            |
| 1915年-18年 | 大会開催なし                    | 大会開催なし                       | 大会開催なし                | 大会開催なし                               |
| 1919年      | ジェラルド・パターソン（1）     | ノーマン・ブルックス               | 6-3, 7-5, 6-2               |                                            |
| 1920年      | ビル・チルデン（1）             | ジェラルド・パターソン             | 2-6, 6-2, 6-3, 6-4          | 清水善造がチャレンジ・ラウンド決勝へ進出   |
| 1921年      | ビル・チルデン（2）             | ブライアン・ノートン               | 4-6, 2-6, 6-1, 6-0, 7-5     |                                            |
| 1922年      | ジェラルド・パターソン（2）     | ランドルフ・ライセット             | 6-3, 6-4, 6-2               | チャレンジ・ラウンドを廃止                 |
| 1923年      | ビル・ジョンストン（1）         | フランシス・ハンター               | 6-0, 6-3, 6-1               |                                            |
| 1924年      | ジャン・ボロトラ（1）           | ルネ・ラコステ                     | 6-1, 3-6, 6-1, 3-6, 6-4     |                                            |
| 1925年      | ルネ・ラコステ（1）             | ジャン・ボロトラ                   | 6-3, 6-3, 4-6, 8-6          |                                            |
| 1926年      | ジャン・ボロトラ（2）           | ハワード・キンゼイ                 | 8-6, 6-1, 6-3               |                                            |
| 1927年      | アンリ・コシェ（1）             | ジャン・ボロトラ                   | 4-6, 4-6, 6-3, 6-4, 7-5     |                                            |
| 1928年      | ルネ・ラコステ（2）             | アンリ・コシェ                     | 6-1, 4-6, 6-4, 6-2          |                                            |
| 1929年      | アンリ・コシェ（2）             | ジャン・ボロトラ                   | 6-4, 6-3, 6-4               |                                            |
| 1930年      | ビル・チルデン（3）             | ウィルマー・アリソン               | 6-3, 9-7, 6-4               |                                            |
| 1931年      | シドニー・ウッド（1）           | フランク・シールズ                 | 不戦勝                      |                                            |
| 1932年      | エルスワース・バインズ（1）     | ヘンリー・オースチン               | 6-4, 6-2, 6-0               | 佐藤次郎が準々決勝でS・ウッドを破る        |
| 1933年      | ジャック・クロフォード（1）     | エルスワース・バインズ             | 4-6, 11-9, 6-2, 2-6, 6-4    | 佐藤次郎、2年連続の準決勝進出              |
| 1934年      | フレッド・ペリー（1）           | ジャック・クロフォード             | 6-3, 6-0, 7-5               |                                            |
| 1935年      | フレッド・ペリー（2）           | ゴットフリート・フォン・クラム     | 6-2, 6-4, 6-4               |                                            |
| 1936年      | フレッド・ペリー（3）           | ゴットフリート・フォン・クラム     | 6-1, 6-1, 6-0               | 以後2013年までイギリス男子の優勝はなかった |
| 1937年      | ドン・バッジ（1）               | ゴットフリート・フォン・クラム     | 6-3, 6-4, 6-2               |                                            |
| 1938年      | ドン・バッジ（2）               | ヘンリー・オースチン               | 6-1, 6-0, 6-3               | ドン・バッジの年間グランドスラム           |
| 1939年      | ボビー・リッグス（1）           | エルウッド・クック                 | 2-6, 8-6, 3-6, 6-3, 6-2     |                                            |
| 1940年-45年 | 大会開催なし                    | 大会開催なし                       | 大会開催なし                | 大会開催なし                               |
| 1946年      | イボン・ペトラ（1）             | ジェフ・ブラウン                   | 6-2, 6-4, 7-9, 5-7, 6-4     |                                            |
| 1947年      | ジャック・クレーマー（1）       | トム・ブラウン                     | 6-1, 6-3, 6-2               |                                            |
| 1948年      | ボブ・ファルケンバーグ（1）     | ジョン・ブロムウィッチ             | 7-5, 0-6, 6-2, 3-6, 7-5     |                                            |
| 1949年      | テッド・シュローダー（1）       | ヤロスラフ・ドロブニー             | 3-6, 6-0, 6-3, 4-6, 6-4     |                                            |
| 1950年      | バッジ・パティー（1）           | フランク・セッジマン               | 6-1, 8-10, 6-2, 6-3         |                                            |
| 1951年      | ディック・サビット（1）         | ケン・マグレガー                   | 6-4, 6-4, 6-4               |                                            |
| 1952年      | フランク・セッジマン（1）       | ヤロスラフ・ドロブニー             | 4-6, 6-2, 6-3, 6-2          |                                            |
| 1953年      | ビック・セイシャス（1）         | クルト・ニールセン                 | 9-7, 6-3, 6-4               |                                            |
| 1954年      | ヤロスラフ・ドロブニー（1）     | ケン・ローズウォール               | 13-11, 4-6, 6-2, 9-7        |                                            |
| 1955年      | トニー・トラバート（1）         | クルト・ニールセン                 | 6-3, 7-5, 6-1               |                                            |
| 1956年      | ルー・ホード（1）               | ケン・ローズウォール               | 6-2, 4-6, 7-5, 6-4          |                                            |
| 1957年      | ルー・ホード（2）               | アシュレー・クーパー               | 6-2, 6-1, 6-2               |                                            |
| 1958年      | アシュレー・クーパー（1）       | ニール・フレーザー                 | 3-6, 6-3, 6-4, 13-11        |                                            |
| 1959年      | アレックス・オルメド（1）       | ロッド・レーバー                   | 6-4, 6-3, 6-4               |                                            |
| 1960年      | ニール・フレーザー（1）         | ロッド・レーバー                   | 6-4, 3-6, 9-7, 7-5          |                                            |
| 1961年      | ロッド・レーバー（1）           | チャック・マッキンリー             | 6-3, 6-1, 6-4               |                                            |
| 1962年      | ロッド・レーバー（2）           | マーティン・マリガン               | 6-2, 6-2, 6-1               | レーバーの1回目の年間グランドスラム        |
| 1963年      | チャック・マッキンリー（1）     | フレッド・ストール                 | 9-7, 6-1, 6-4               |                                            |
| 1964年      | ロイ・エマーソン（1）           | フレッド・ストール                 | 6-1, 12-10, 4-6, 6-3        |                                            |
| 1965年      | ロイ・エマーソン（2）           | フレッド・ストール                 | 6-2, 6-4, 6-4               |                                            |
| 1966年      | マニュエル・サンタナ（1）       | デニス・ラルストン                 | 6-4, 11-9, 6-4              |                                            |
| 1967年      | ジョン・ニューカム（1）         | ウィルヘルム・ブンゲルト           | 6-3, 6-1, 6-1               |                                            |

### オープン化
| 年     | 優勝者                      | 準優勝者                 | 試合結果（スコア）                       | 備考                                                     |
| ------ | --------------------------- | ------------------------ | ---------------------------------------- | -------------------------------------------------------- |
| 1968年 | ロッド・レーバー（3）       | トニー・ローチ           | 6-3, 6-4, 6-2                            | この年からオープン化、プロ選手解禁                       |
| 1969年 | ロッド・レーバー（4）       | ジョン・ニューカム       | 6-4, 5-7, 6-4, 6-4                       | レーバーの2回目の年間グランドスラム                      |
| 1970年 | ジョン・ニューカム（2）     | ケン・ローズウォール     | 5-7, 6-3, 6-2, 3-6, 6-1                  |                                                          |
| 1971年 | ジョン・ニューカム（3）     | スタン・スミス           | 6-3, 5-7, 2-6, 6-4, 6-4                  |                                                          |
| 1972年 | スタン・スミス（1）         | イリ・ナスターゼ         | 4-6, 6-3, 6-3, 4-6, 7-5                  |                                                          |
| 1973年 | ヤン・コデシュ（1）         | アレックス・メトレベリ   | 6-1, 9-8, 6-3                            |                                                          |
| 1974年 | ジミー・コナーズ（1）       | ケン・ローズウォール     | 6-1, 6-1, 6-4                            |                                                          |
| 1975年 | アーサー・アッシュ（1）     | ジミー・コナーズ         | 6-1, 6-1, 5-7, 6-4                       |                                                          |
| 1976年 | ビョルン・ボルグ（1）       | イリ・ナスターゼ         | 6-4, 6-2, 9-7                            |                                                          |
| 1977年 | ビョルン・ボルグ（2）       | ジミー・コナーズ         | 3-6, 6-2, 6-1, 5-7, 6-4                  |                                                          |
| 1978年 | ビョルン・ボルグ（3）       | ジミー・コナーズ         | 6-2, 6-2, 6-3                            |                                                          |
| 1979年 | ビョルン・ボルグ（4）       | ロスコー・タナー         | 6-7, 6-1, 3-6, 6-3, 6-4                  |                                                          |
| 1980年 | ビョルン・ボルグ（5）       | ジョン・マッケンロー     | 1-6, 7-5, 6-3, 6-7, 8-6                  | 74年ぶりの5連覇（史上3人目 大会2位タイ）                 |
| 1981年 | ジョン・マッケンロー（1）   | ビョルン・ボルグ         | 4-6, 7-6, 7-6, 6-4                       |                                                          |
| 1982年 | ジミー・コナーズ（2）       | ジョン・マッケンロー     | 3-6, 6-3, 6-7, 7-6, 6-4                  |                                                          |
| 1983年 | ジョン・マッケンロー（2）   | クリス・ルイス           | 6-2, 6-2, 6-2                            |                                                          |
| 1984年 | ジョン・マッケンロー（3）   | ジミー・コナーズ         | 6-1, 6-1, 6-2                            |                                                          |
| 1985年 | ボリス・ベッカー（1）       | ケビン・カレン           | 6-3, 6-7, 7-6, 6-4                       | ベッカーの最年少優勝記録、17歳7ヶ月                      |
| 1986年 | ボリス・ベッカー（2）       | イワン・レンドル         | 6-4, 6-3, 7-5                            |                                                          |
| 1987年 | パット・キャッシュ（1）     | イワン・レンドル         | 7-6, 6-2, 7-5                            |                                                          |
| 1988年 | ステファン・エドベリ（1）   | ボリス・ベッカー         | 4-6, 7-6, 6-4, 6-2                       |                                                          |
| 1989年 | ボリス・ベッカー（3）       | ステファン・エドベリ     | 6-0, 7-6, 6-4                            |                                                          |
| 1990年 | ステファン・エドベリ（2）   | ボリス・ベッカー         | 6-2, 6-2, 3-6, 3-6, 6-4                  |                                                          |
| 1991年 | ミヒャエル・シュティヒ（1） | ボリス・ベッカー         | 6-4, 7-6, 6-4                            |                                                          |
| 1992年 | アンドレ・アガシ（1）       | ゴラン・イワニセビッチ   | 6-7, 6-4, 6-4, 1-6, 6-4                  |                                                          |
| 1993年 | ピート・サンプラス（1）     | ジム・クーリエ           | 7-6, 7-6, 3-6, 6-3                       |                                                          |
| 1994年 | ピート・サンプラス（2）     | ゴラン・イワニセビッチ   | 7-6, 7-6, 6-0                            |                                                          |
| 1995年 | ピート・サンプラス（3）     | ボリス・ベッカー         | 6-7, 6-2, 6-4, 6-2                       |                                                          |
| 1996年 | リカルド・クライチェク（1） | マラビーヤ・ワシントン   | 6-3, 6-4, 6-3                            | ノーシード選手同士による決勝                             |
| 1997年 | ピート・サンプラス（4）     | セドリック・ピオリーン   | 6-4, 6-2, 6-4                            |                                                          |
| 1998年 | ピート・サンプラス（5）     | ゴラン・イワニセビッチ   | 6-7, 7-6, 6-4, 3-6, 6-2                  |                                                          |
| 1999年 | ピート・サンプラス（6）     | アンドレ・アガシ         | 6-3, 6-4, 7-5                            |                                                          |
| 2000年 | ピート・サンプラス（7）     | パトリック・ラフター     | 6-7, 7-6, 6-4, 6-2                       | 大会7回目の優勝（史上2人目）                             |
| 2001年 | ゴラン・イワニセビッチ（1） | パトリック・ラフター     | 6-3, 3-6, 6-3, 2-6, 9-7                  | 主催者推薦出場からの優勝                                 |
| 2002年 | レイトン・ヒューイット（1） | ダビド・ナルバンディアン | 6-1, 6-3, 6-2                            |                                                          |
| 2003年 | ロジャー・フェデラー（1）   | マーク・フィリプーシス   | 7-6, 6-2, 7-6                            |                                                          |
| 2004年 | ロジャー・フェデラー（2）   | アンディ・ロディック     | 4-6, 7-5, 7-6, 6-4                       |                                                          |
| 2005年 | ロジャー・フェデラー（3）   | アンディ・ロディック     | 6-2, 7-6, 6-4                            |                                                          |
| 2006年 | ロジャー・フェデラー（4）   | ラファエル・ナダル       | 6-0, 7-6, 6-7, 6-3                       |                                                          |
| 2007年 | ロジャー・フェデラー（5）   | ラファエル・ナダル       | 7-6, 4-6, 7-6, 2-6, 6-2                  | 27年ぶりの5連覇（史上4人目 大会2位タイ）                 |
| 2008年 | ラファエル・ナダル（1）     | ロジャー・フェデラー     | 6-4, 6-4, 6-7, 6-7, 9-7                  |                                                          |
| 2009年 | ロジャー・フェデラー（6）   | アンディ・ロディック     | 5-7, 7-6, 7-6, 3-6, 16-14                | 4大大会男子シングルス最多優勝記録「15回」達成            |
| 2010年 | ラファエル・ナダル（2）     | トマーシュ・ベルディハ   | 6-3, 7-5, 6-4                            |                                                          |
| 2011年 | ノバク・ジョコビッチ（1）   | ラファエル・ナダル       | 6-4, 6-1, 1-6, 6-3                       |                                                          |
| 2012年 | ロジャー・フェデラー（7）   | アンディ・マリー         | 4-6, 7-5, 6-3, 6-4                       | 大会7回目の優勝（史上3人目）                             |
| 2013年 | アンディ・マリー（1）       | ノバク・ジョコビッチ     | 6-4, 7-5, 6-4                            | イギリス男子77年ぶりの優勝                               |
| 2014年 | ノバク・ジョコビッチ（2）   | ロジャー・フェデラー     | 6-7, 6-4, 7-6, 5-7, 6-4                  |                                                          |
| 2015年 | ノバク・ジョコビッチ（3）   | ロジャー・フェデラー     | 7-6, 6-7, 6-4, 6-3                       |                                                          |
| 2016年 | アンディ・マリー（2）       | ミロシュ・ラオニッチ     | 6-4, 7-6, 7-6                            |                                                          |
| 2017年 | ロジャー・フェデラー（8）   | マリン・チリッチ         | 6-3, 6-1, 6-4                            | 大会最多8回目の優勝                                      |
| 2018年 | ノバク・ジョコビッチ（4）   | ケビン・アンダーソン     | 6-2, 6-2, 7-6 (7–3)                      |                                                          |
| 2019年 | ノバク・ジョコビッチ（5）   | ロジャー・フェデラー     | 7-6(7–5), 1-6, 7-6(7–4), 4-6, 13-12(7–3) |                                                          |
| 2020年 | 大会開催なし                | 大会開催なし             | 大会開催なし                             | 大会開催なし                                             |
| 2021年 | ノバク・ジョコビッチ（6）   | マッテオ・ベレッティーニ | 6-7(4–7), 6-4, 6-4, 6-3                  |                                                          |
| 2022年 | ノバク・ジョコビッチ（7）   | ニック・キリオス         | 4-6, 6-3, 6-4, 7-6(7–3)                  |                                                          |
| 2023年 | カルロス・アルカラス（1）   | ノバク・ジョコビッチ     | 1-6, 7-6(8–6), 6-1, 3-6, 6-4             |                                                          |
| 2024年 | カルロス・アルカラス（2）   | ノバク・ジョコビッチ     | 6-2, 6-2, 7-6(7–4)                       |                                                          |
| 2025年 | ヤニック・シナー（1）       | カルロス・アルカラス     | 4-6, 6-4, 6-4, 6-4                       | シナーがウインブルドン男子ダブルスイタリア人として初制覇 |